# Brulion (czasopismo)
brulion (w opracowaniach o czasopiśmie również widniejący pod tytułem alternatywnym bruLion) – krakowskie niezależne czasopismo literackie i kulturalne. Było ono wydawane nieregularnie jako kwartalnik w latach 1987–1999. Redaktorem naczelnym czasopisma był Robert Tekieli.

## Historia
Początkowo było to czasopismo poświęcone wyłącznie literaturze i kulturze. Czasopismo założono w 1986 roku, pierwszy numer ukazał się wiosną 1987 roku. Numerem przewodnim pierwszego numeru była sztuka kabaretowa w Polsce. Początkowo kwartalnik był wydawany poza oficjalnej obiegiem. Wśród badaczy polskiej kultury panuje spór, czy czasopismo należy zaliczyć do drugiego lub trzeciego obiegu wydawniczego. W pierwszych numerach czasopisma jednym ze stałych elementów czasopisma był konkurs na najlepszy napis na murze. Napis Strzelaj albo emigruj został nagrodzony już w pierwszym numerze. W 10. numerze opublikowano prośbę o przesyłanie napisów.
Pierwotnie redakcja czasopisma mieściła się w Krakowie, po 1990 przeniosła się do Warszawy.
W literaturze przedmiotu krąży błędna informacja, jakoby „brulion” od samego początku był niechętny do opozycji głównego nurtu, czego dowodem miał być tekst mówiący o siedmioprocentowym poparciu opozycji przez polskie społeczeństwo. W faktycznie w pierwszym numerze ukazał się tekst mówiący, że ok. 7% społeczeństwa przynależy do opozycji, zaś do jej sympatyków należy ok. 18-20% Polaków. Nie mniej w pierwszych numerach „brulionu” opublikowano np. wywiad krytykujący Adama Michnika i Zbigniewa Herberta oraz graffiti Strzelaj albo emigruj (zdaniem Tekielego autorstwa Manueli Gretkowskiej.
W 1991 roku „brulion” wydał tomik poetycki Przyszli barbarzyńcy, będący antologią twórczości poetów współpracujących z czasopismem. Wiersze poetów były podpisane symbolicznymi lub abstrakcyjnymi rysunkami, rozszyfrowanymi w spisie treści. Wśród autorów tomiku znaleźli się: Marcin Świetlicki, Marcin Baran, Marcin Sendecki, Robert Tekieli i Manuela Gretkowska.
Po 1990, gdy „brulion” zaczął ukazywać się legalnie, stał się on czasopismem otwartym na różnorodne opcje światopoglądowe. Według zapewnień Tekielego, do 1992 roku „brulion” był sprzedawany w nakładzie 10–15 tys. egzemplarzy. Z czasem w czasopiśmie pojawiły się również artykuły o tematyce społecznej, politycznej, ideowej i poświęcone kulturze alternatywnej (np. kulturze techno, cyberpunkowi).
Redakcja „brulionu” rozszerzała swoją działalność, tworząc Fundację, programu radiowe (Ultrafiolet) i telewizyjne (Alternativi i Dzyndzylyndzy w latach 1993–1996). Za sprawą programu Dzyndzylyndzy, gdzie program miał podtytuł bruLion tiwi (nawiązujący do angielskiego słowa „lion”, oznaczający lwa) upowszechnił się błędny tytuł czasopisma. Zdaniem Roberta Tekielego błędny tytuł upowszechniła „Gazeta Wyborcza”.
Za sprawą zmiany światopoglądowej redaktora naczelnego Roberta Tekielego czasopismo zmieniło profil z anarchistycznego na konserwatywny i bogobojny. Zmiana profilu, przeniesienie redakcji do Warszawy i rozszerzenie działalności o programy radiowo-telewizyjne i Fundację oraz odejście części współpracowników do utworzonej w 1994 roku ultrakonserwatywnej „Frondy” lub rozpoczynających karierę solową przyczyniły się do stopniowego upadku czasopisma. W 1998 roku ukazał się jeden zeszyt. W kolejnym roku ukazał się również jeden numer, po czym pismo zamilkło.
Po ukazaniu się ostatniego numeru czasopisma Robert Tekieli przez długi czas nie komentował historii „brulionu”. Po 2016 roku w wywiadzie dla Roberta Mazurka przyznał, że przestał wstydzić się czasopisma, dostrzegając w nim potężne pragnienie wolności i potężne pragnienie prawdy.

## Autorzy
Czasopismo wypromowało wielu pisarzy i poetów, których określano mianem formacji „brulionu”. Do tej grupy należeli m.in: Marcin Baran, Miłosz Biedrzycki, Dariusz Brzóska Brzoskiewicz, Cezary Domarus, Jakub Ekier, Paweł Filas, Izabela Filipiak, Natasza Goerke, Manuela Gretkowska, Paweł Huelle, Krzysztof Jaworski, Krzysztof Koehler, Cezary Michalski, Jacek Podsiadło, Zbigniew Sajnóg, Marcin Sendecki, Piotr Siemion, Mirosław Spychalski, Marian Stala, Andrzej Stasiuk, Artur Szlosarek, Marcin Świetlicki, Olga Tokarczuk, Wojciech Wencel, Grzegorz Wróblewski. Swoje wiersze na łamach „brulionu” publikował również Robert Tekieli. Z czasopismem współpracowali również: Janusz Anderman, Jacek Fedorowicz, Ryszard Krynicki i Dariusz Pawelec. Krytycy literaccy porównywali wiersze poetów publikujących w „brulionie” do twórczości amerykańskich poetów-personistów, takich jak Frank O’Hara i John Ashbery.
W „brulionie” ukazywały się również wiersze innych autorów, tak jak: Mariusz Baryła, Jan Błoński, Wojciech Bonowicz, Marzena Broda, Iosif Brodski, Dariusz Foks, Jerzy Kronhold, Reiner Kunze, Zbigniew Machej, Artur Międzyrzecki, Krystyna Miłobędzka, Czesław Miłosz, Tadeusz Nyczek, Jarosław Marek Rymkiewicz, Krzysztof Skiba, Dariusz Sośnicki, Leszek Szaruga, Jan Józef Szczepański, Artur Szlosarek, Wiktor Woroszylski oraz grupy poetyckiej Zlali mi się do środka związanej z Totartem. W nr 4 w dziale poezji opublikowano również tekst piosenki „Nasza Tradycja” zespołu T.Love Alternative. W numerze 20. z 1993 roku opublikowano przedruki tekstów drukowanych w niezależnym czeskim czasopiśmie literackim Revolver Revue z lat 80.

## Kontrowersje
Ze względu na otwartą formułę czasopisma „brulion” wielokrotnie wzbudzał kontrowersje szokującymi artykułami publicystycznymi, przekraczającymi tematy tabu w Polsce. W numerze 9. z 1989 roku „brulion” wywołał skandal, publikując pornograficzny utwór Historia oka Georgesa Bataille’a w przekładzie Tadeusza Komendanta. W tym samym numerze ukazał się tekst Notre Dame des Fleurs Jeana Geneta, do którego dołączono komentarz o rewolucji seksualnej, w którym jako reprezentantów obozu represyjnego wymieniono m.in. Mao Zedonga, Fidela Castro i Jana Pawła II. Kontrowersje wzbudził również wiersz pt. „Flupy z pizdy” Zbigniewa Sajnoga, który opublikowano w 16. numerze z 1991 roku. Publikacje Historii oka i „Flupów z pizdy” skrytykował w 2016 roku również Robert Tekieli. 
Krytycznie o czasopiśmie wypowiadał się Julian Kornhauser na łamach „Tygodnika Powszechnego”, który oskarżał twórców „brulionu” o bezideowość. W odpowiedzi na artykuł Kornhausera Marcin Baran, Marcin Sendecki i Marcin Świetlicki napisali wspólny wiersz kończący są słowami za oknem ni chuja idei. Jarosław Marek Rymkiewicz wyraził swój protest po opublikowaniu na łamach „brulionu” antysemickiego Hollywood Louis-Ferdinanda Céline’a. Jan Błoński w 1995 roku napisał, że czasopismo porzuciło literaturę, ograniczając się do kolekcjonowania prowokacyjnych dowcipów. Na łamach „Wiadomości Kulturalnych” w 1998 roku Przemysław Wielgosz  określił „brulion” i „Frondę” jako mieszankę kultu wodza i przemocy, narkotycznego mistycyzmu, teokratycznej utopii i narodowego szowinizmu, spełniającą cechy prawicowego totalitaryzmu. Wielgosz określił charakter obu czasopism jako wyjątkowo groźny, gdyż swoje poglądy sprzedaje w formie kontrkulturowego buntu. Negatywnie o twórczości literackiej autorów „brulionu” wypowiadał się również Jerzy Czech na łamach „Rzeczypospolitej”.